# SKF-7698
SKF-7698 je inhibitor feniletanolamin N-metiltransferaze i biosinteze epinefrina.